# Defensiemedaille voor de Gesneuvelden en Gewonden (Denemarken)
De Deense Defensiemedaille voor de Gesneuvelden en Gewonden, Deens: "Forsvarets Medalje for Faldne og Sårede i Tjeneste", werd van 2 oktober 1996 tot 31 december 2009 verleend. De reden voor verlening waren de slachtoffers die bij internationale vredesmissies vielen.
De medaille werd persoonlijk of postuum toegekend aan Deens defensiepersoneel dat gedood of gewond raakte in de gewapende strijd of tijdens het tegengaan van terrorisme. Ook verwondingen die werden opgelopen tijdens het ruimen van mijnen kwalificeerde voor deze medaille. Ook buitenlanders kwamen, wanneer zij gewond raakten, voor de medaille in aanmerking.

## Medailles
De volgende inscripties op de keerzijde van de medailles zijn bekend:
- SÅRET I TJENESTE 1991 (eenmaal uitgereikt)
- SÅRET I TJENESTE 1993 (vijfmaal uitgereikt)
- SÅRET I TJENESTE 1994 (eenmaal uitgereikt)
- SÅRET I TJENESTE 1995 (vijftienmaal uitgereikt)
- FALDET I TJENESTE 2002 (driemaal uitgereikt)
- SÅRET I TJENESTE 2002 (driemaal uitgereikt)
- FALDET I TJENESTE 2003 (eenmaal uitgereikt)
- FALDET I TJENESTE 2005 (tweemaal uitgereikt)
- SÅRET I TJENESTE 2005 niet uitgereikt
- FALDET I TJENESTE 2006 (viermaal uitgereikt)
- SÅRET I TJENESTE 2006 niet uitgereikt
- FALDET I TJENESTE 2007 (zevenmaal uitgereikt)
- SÅRET I TJENESTE 2007 niet uitgereikt
- FALDET I TJENESTE 2008 (dertienmaal uitgereikt)
- SÅRET I TJENESTE 2008 niet uitgereikt
- FALDET I TJENESTE 2009 (zevenmaal uitgereikt)
- SÅRET I TJENESTE 2009 niet uitgereikt

## Draagwijze
Heren dragen de door Jan Petersen ontworpen medaille aan een tot een vijfhoek gevouwen wit zijden lint met twee rode strepen op de linkerborst. Op klein tenue wordt door militairen een baton gedragen. Zij mogen de letters "Fsv.M.Fa" achter hun naam dragen. Wanneer men de medaille meerdere malen ontving werden op het lint een zilveren, twee zilveren of een gouden eikenblad aangebracht.
Op 1 januari 2010 werd het Deense decoratiestelsel gewijzigd, er kwamen twee nieuwe medailles, de Defensiemedaille voor de Gesneuvelden (Deens: "Forsvarets Medalje for Faldne i Tjeneste") en de Defensiemedaille voor de Oorlogsgewonden", (Deens: "Forsvarets medalje for Sårede i Tjeneste").
Medailles van Verdienste ·
Medaille voor Langdurige Dienst ·
Medaille "Ingenio et Arti" ·
Medaille voor Nobele Daden ·
Ereteken van het Deense Rode Kruis ·
Medaille van Verdienste voor de Groenlandse Onafhankelijkheid ·
Herinneringsmedaille aan de 70e Verjaardag van Hare Majesteit Koningin Margrethe
Herinneringsmedaille aan de 75e Verjaardag van Prins Henrik

Zie ook: Historische Orden van Denemarken · Onderscheidingen in Denemarken